# Ежевика медвежья
Ежеви́ка медве́жья (лат. Rúbus ursínus) — вид растений из Северной Америки, входящий в род Рубус семейства Розовые (Rosaceae).

## Ботаническое описание

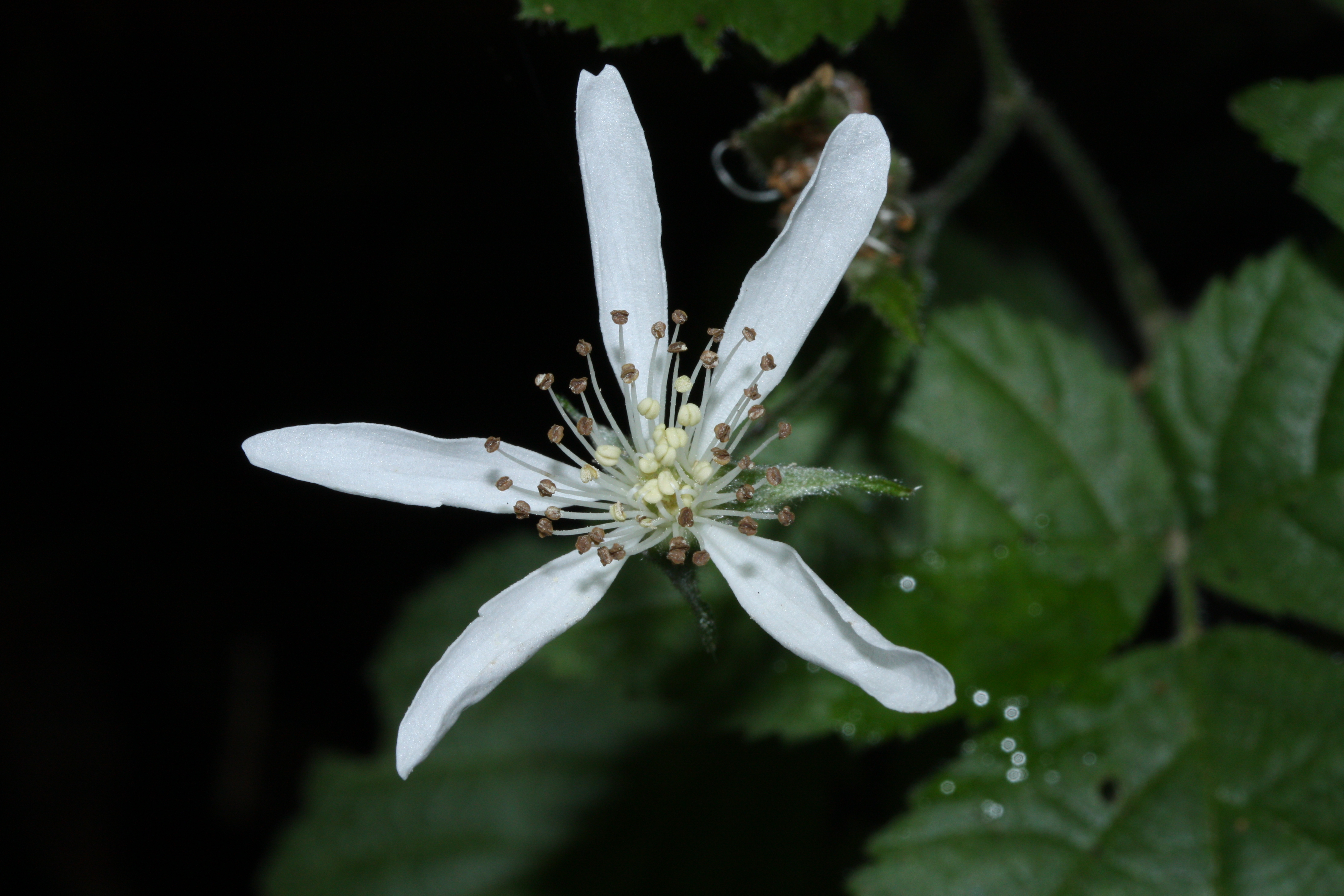
Тычиночный цветок

Двудомный листопадный кустарник. Стебли в первый год опушённые, затем оголяющиеся, ползучие и укореняющиеся, сильно ветвистые, покрытые изогнутыми шипами. Листья разделены на три листочка, прилистники срастаются с черешком. Боковые листочки узкояйцевидной формы, с дважды-зубчатым краем, 3—7 см длиной, центральный листочек до 10 см длиной, более глубоко зубчатый, иногда вовсе разделённый на три доли.
Цветоносы образуются на побегах двухлетнего возраста, многочисленные, не поникающие, 10—30 см длиной, иногда более длинные. На каждом цветоносе имеются несколько листьев и одиночный цветок, либо же соцветие-щиток с 4—10 цветками. Цветоножка сиреневатая, железистая. Чашечка волосисто-опушённая, изредка мелкошиповатая, разделена на 5 ланцетовидных чашелистиков 7—11 мм длиной. Лепестки тычиночных цветков узкоэллиптические, 12—18 мм длиной, лепестки пестичных цветков более короткие и широкие, 8—12 мм длиной. Тычинки в количестве 75—100, в пестичных цветках с недоразвитыми пыльниками. Пестики многочисленные, голые.
Многокостянка продолговатая, реже почти шаровидная, до 2,5 см длиной и около 1 см в диаметре. Косточки 2,5—3 мм длиной, с заметными углублениями, образующими подобие сеточки.
Диплоидный набор хромосом — 2n = 42, 56, 84.

## Ареал
Ежевика медвежья распространена на северо-западе Северной Америке. Встречается вдоль побережья континента, от Калифорнии до Британской Колумбии. На восток заходит в Монтану, где достаточно редка.
Обычные растения-спутники — Anaphalis margaritacea, Epilobium angustifolium, Gaultheria shallon, Kindbergia oregana, Mahonia nervosa и Pteridium aquilinum.

## Значение
Имеет значение для селекции сортов ежевики, поскольку устойчива к грибкам рода Verticillium.
Индейцы северо-запада употребляли плоды в пишу в свежем и сушёном виде, незрелые плоды использовались для лечения небольших ран. Также растение использовалось в ритуалах «очищения».
Плоды ежевики обладают приятным сладким вкусом. Листья пригодны к завариванию в чай.

## Таксономия

### Внутривидовое деление
- Rubus ursinus subsp. macropetalus (Douglas ex Hook.) R.L.Taylor & MacBryde, 1978
- Rubus ursinus var. sirbenus (L.H.Bailey) J.T.Howell, 1948

### Синонимы
- Parmena menziesii (Hook.) Greene, 1906
- Rubus helleri Rydb., 1913
- Rubus macropetalus Douglas ex Hook., 1832
- Rubus menziesii Hook., 1830
- Rubus myriacanthus Douglas ex Hook., 1832, nom. inval.
- Rubus sirbenus L.H.Bailey, 1941
- Rubus ursinus var. glabratus C.Presl, 1851
- Rubus ursinus var. macropetalus (Douglas ex Hook.) S.W.Br., 1943
- Rubus ursinus var. menziesii (Hook.) Focke, 1914
- Rubus vitifolius subsp. ursinus (Cham. & Schltdl.) Abrams, 1944